# NGC 5315
NGC 5315 (другие обозначения — PK 309-4.2, ESO 97-PN9) — планетарная туманность в созвездии Циркуль.
Этот объект входит в число перечисленных в оригинальной редакции «Нового общего каталога».